# Зейдлиц, Георг

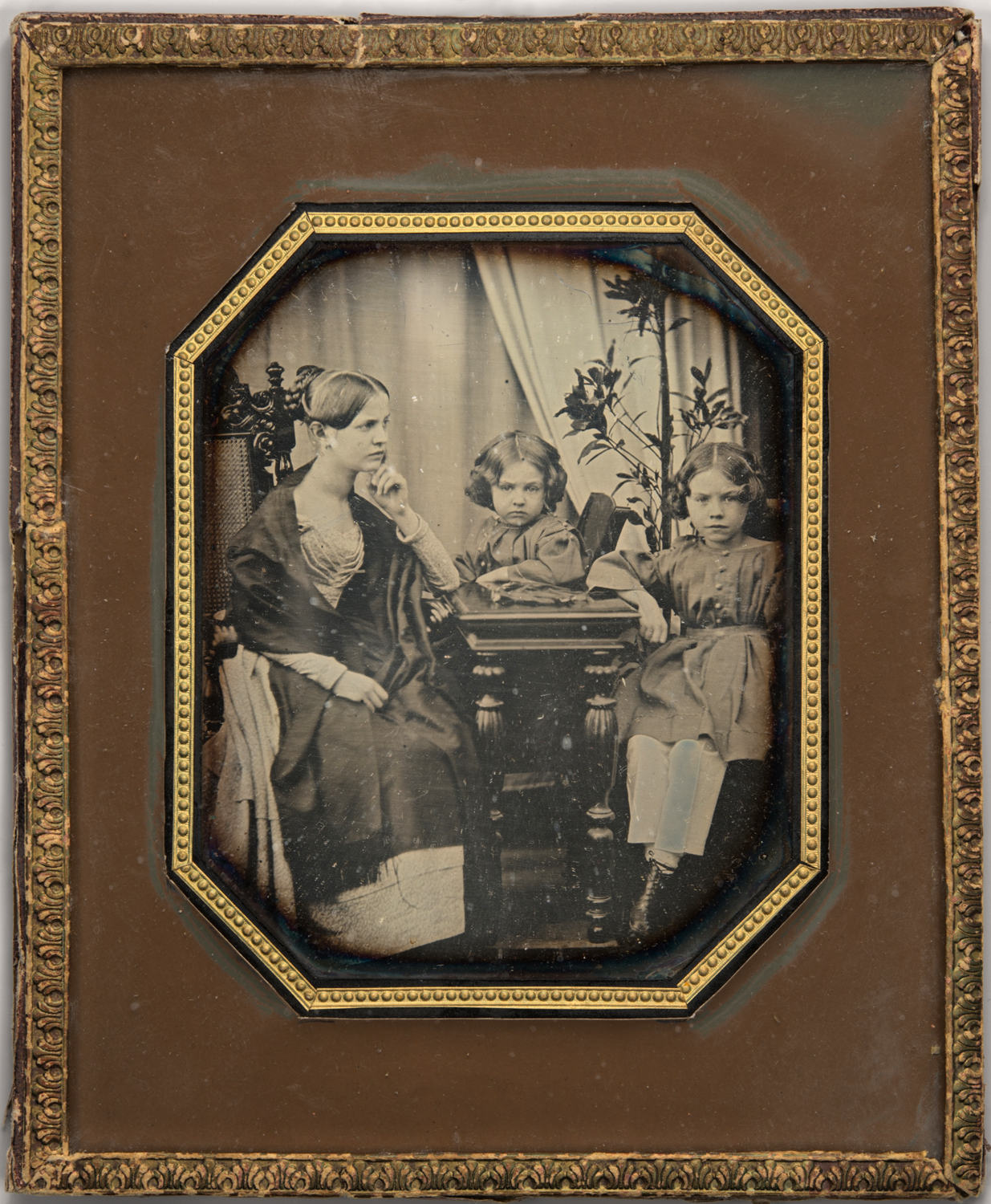
Даггеротип: Георг фон Зейдлиц со своей сестрой Марией и братом Карлом Иоганном в 1844 году

Георг фон Зейдлиц (нем. Georg Carl Maria von Seidlitz; 1840—1917) — немецкий зоолог-энтомолог и медик.

## Биография
Родился 7 (19) июня 1840 года в Санкт-Петербурге (близ Чёрной речки) 7 (19) июня 1840 года, в семье профессора Медико-хирургической академии Карла Карловича Зейдлица.
Сначала он получил домашнее образование, затем, в 1854—1857 годах учился в Дерптской гимназии. В 1858 году поступил на медицинский факультет Дерптского университета, где изучал анатомию; но затем перешёл на физико-математический факультет, который окончил в 1862 году со степенью кандидата зоологии. Совершенствовал образование в Берлине до 1865 года. В 1863 и 1865 годах путешествовал по Трансильвании, Италии, Сицилии, Южной Франции и Испании. В мае 1866 года защитил в Дерптском университете диссертацию и получил степень магистра зоологии. В 1867 году он изучал антропологию и сравнительную анатомию в Дрездене и Лейпциге. В 1868 году получил в Дерпте степень доктора зоологии и с 1 мая 1869 года был утверждён приват-доцентом Дерптского университета. К чисто систематическому преподаванию профессора Флора он стал добавлять лекции о теории Дарвина и, вероятно по этой причине, он не был утверждён доцентом в 1871 году. Только после вторичного представления он стал доцентом — с 5 апреля 1874 года. Спустя три года, 7 апреля 1877 года он подал в отставку (уволен 1 мая), чтобы занять место ассистента и прозектора при анатомическом институте Кёнигсбергского университета у Карла Купфера; до 1779 года был приват-доцентом анатомии и зоологии.
Завершив преподавательскую деятельность продолжал научные исследования: специализировался на жесткокрылых, описывая много новых видов; написал «Fauna Baltica». Жил в своём поместье Ратсхоф и Шарлоттенталь недалеко от Кёнигсберга. Стремился улучшить рыболовство в Восточной Пруссии и был секретарём рыболовного клуба Восточной и Западной Пруссии. С 1887 года снова жил в Кёнигсберге. В 1868 году был принят в члены Леопольдины.
Был членом Кёнигсбергской масонской ложи «Immanuel». У него была давняя дружба с Эрнстом Геккелем.
В 1895 году продал свое имение и переехал в Мюнхен, где продолжал заниматься научными исследованиями. В 1901 году он переехал в Иргенхаузен, где и скончался 15 июля 1917 года.